# XI Brigada Mecanizada

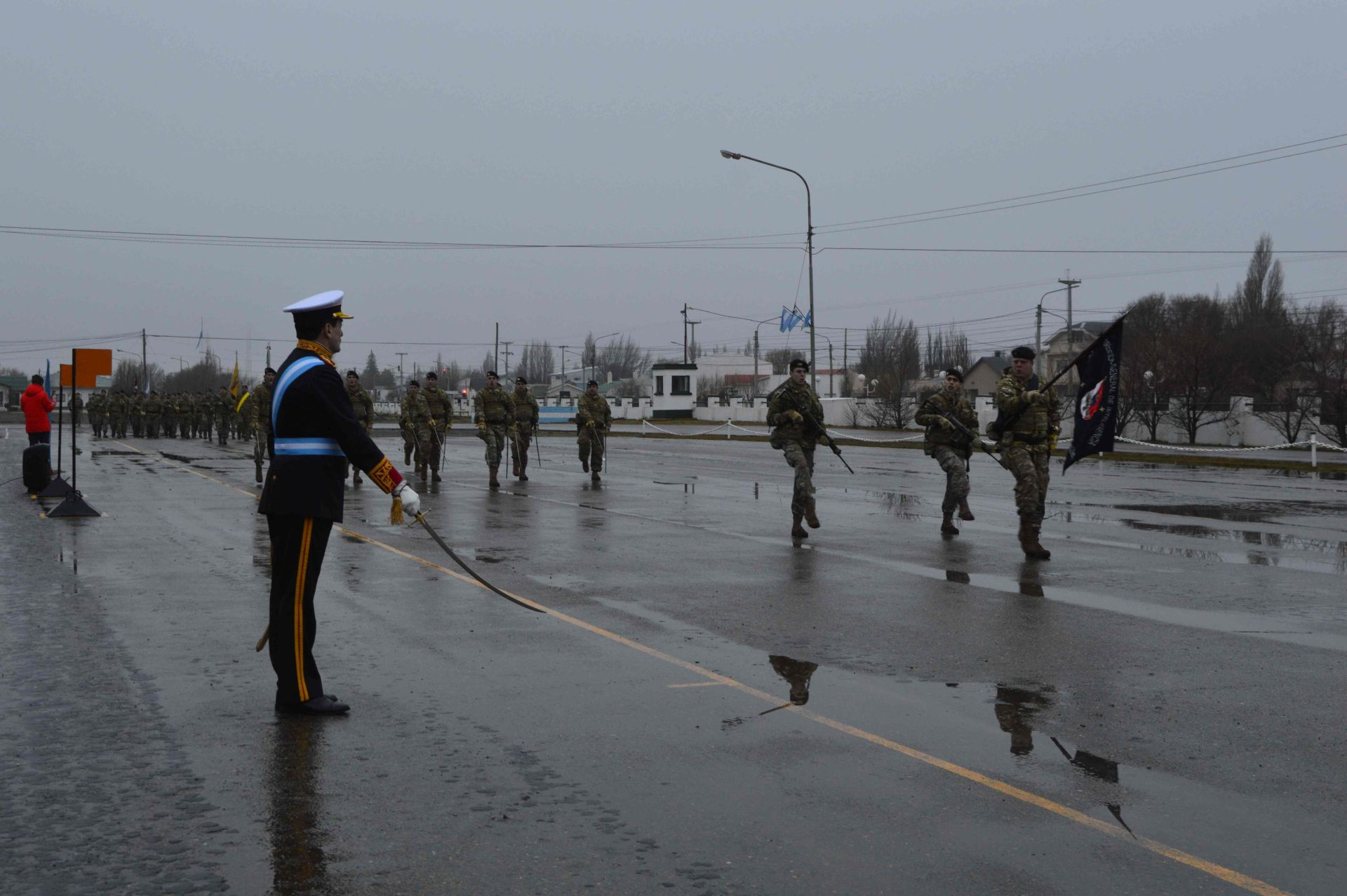
Desfile de la XI Brigada Mecanizada por el Día de la Independencia, 9 de julio de 2019.

La XI Brigada Mecanizada "Brig. Grl. Juan Manuel de Rosas" (Br Mec XI) es una gran unidad de combate del Ejército Argentino con asiento en la Guarnición de ejército de Río Gallegos, Provincia de Santa Cruz, y que depende del Comando de la 3.ª División de Ejército "Tte. Grl. Julio Argentino Roca". Su jurisdicción abarca esta provincia de la Patagonia argentina.

## Historia

### Origen
En febrero de 1979 se creó la Agrupación Santa Cruz; en noviembre se reorganizó quedando como Brigada de Infantería XI. En 1981 se redenominó Brigada de Infantería Mecanizada XI por lograr su mecanización. En 1991 se redenominó Brigada Mecanizada XI. En la guerra de las Malvinas se desplegó cubriendo el sur de Argentina. En 2007 se le impuso el nombre de «Brigadier General Juan Manuel de Rosas».

### Ayuda humanitaria

#### Pandemia de coronavirus de 2019-2020
En el año 2020, se desató una pandemia de enfermedad por coronavirus de 2020 en Argentina. El Ejército Argentino creó 14 comandos conjuntos de zonas de emergencia y 10 fuerzas de tarea para proporcionar ayuda humanitaria. La XI Brigada Mecanizada asumió el Comando de la Zona de Emergencia Santa Cruz (CZESC).

## Organización

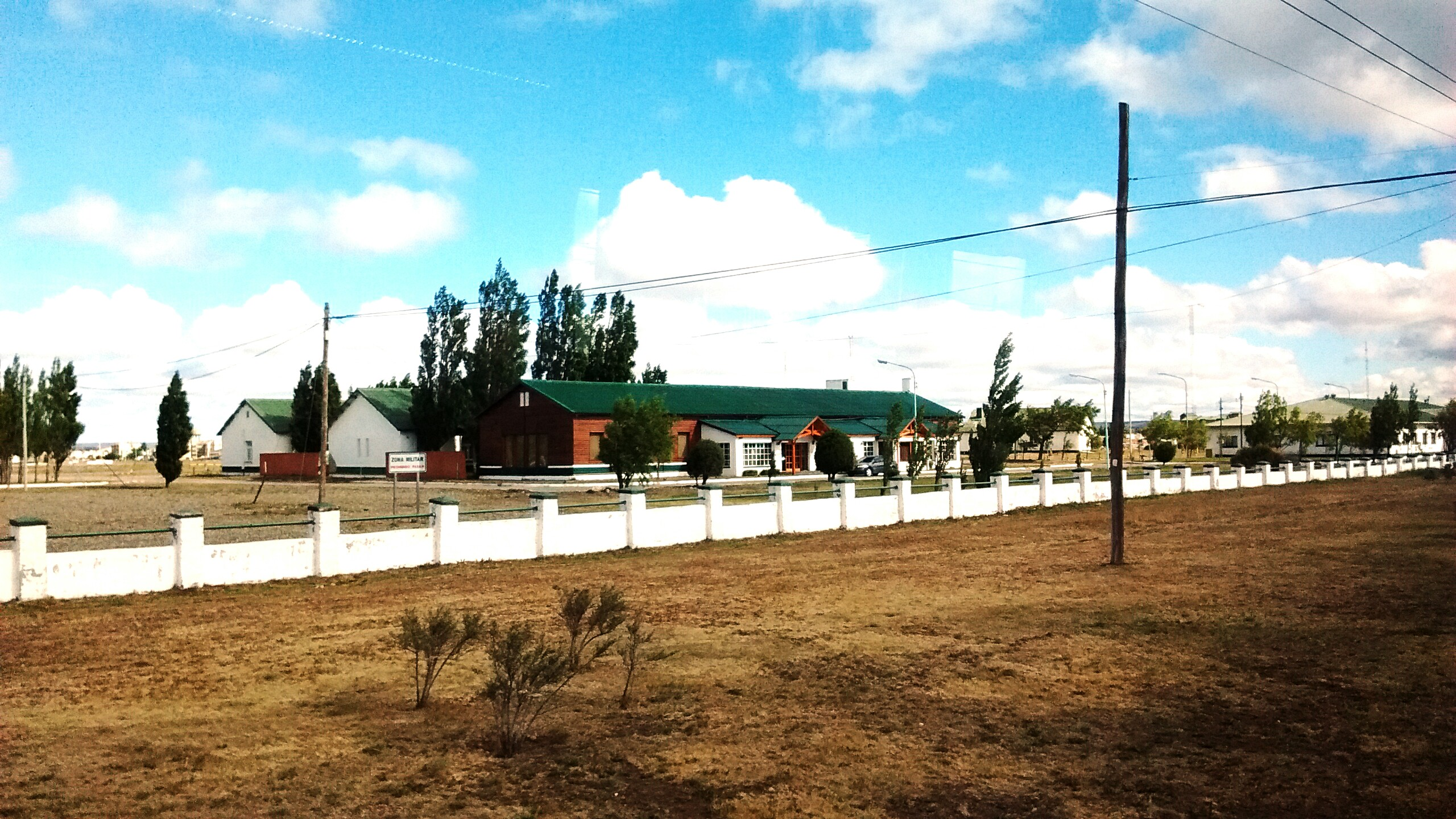
Instalaciones del Ejército Argentino en Río Gallegos.

- Comando de la XI Brigada Mecanizada «Brigadier General Juan Manuel de Rosas» (Cdo Br Mec XI). Guar Ej Río Gallegos (SC).[5][6]
  - Regimiento de Infantería Mecanizado 24 «General Jerónimo Costa» (RI Mec 24). Guar Ej Río Gallegos (SC).
  - Regimiento de Infantería Mecanizado 35 «Coronel Manuel Dorrego» (RI Mec 35). Guar Ej Rospentek (SC).
  - Regimiento de Caballería de Tanques 11 «Defensores del Honor Nacional» (RC Tan 11). Guar Ej Puerto Santa Cruz (SC).
  - Escuadrón de Exploración de Caballería Blindado 11 «Coronel Juan Pascual Pringles» (Esc Expl C Bl 11). Guar Ej Rospentek (SC).
  - Grupo de Artillería Blindado 11 «Coronel Juan Bautista Thorne» (GA Bl 11). Guar Ej Comandante Luis Piedrabuena (SC).
  - Batallón de Ingenieros Mecanizado 11 (B Ing 11). Guar Ej Comandante Luis Piedrabuena (SC). Es la UMRE XI.
  - Compañía de Comunicaciones Mecanizada 11 (Ca Com Mec 11). Guar Ej Río Gallegos (SC).
  - Sección de Aviación de Ejército 11 (Sec Av Ej 11). Guar Ej Río Gallegos (Aeropuerto Int. P. C. N. Fernández, SC).
  - Compañía de Inteligencia Mecanizada 11  (Ca Icia Mec 11). Guar Ej Río Gallegos (SC).
  - Sección de Inteligencia Mecanizada «El Turbio» (Sec Icia Mec El Turbio). Guar Ej Rospentek (Río Turbio, SC).
  - Base de Apoyo Logístico «Río Gallegos» (BAL Río Gallegos). Guar Ej Río Gallegos (SC).
  - Compañía de Munición 181 (Ca Mun 181).[nota 1] Guar Ej Puerto Santa Cruz (SC).
  - Delegación del Estado Mayor General del Ejército en la provincia de Tierra del Fuego (DEMGE Provincia de Tierra del Fuego). Asiento: Ushuaia (TF).[7]